# مینو دبیری
مینو دبیری (زاده مرداد ۱۳۳۰ در اردبیل) شیمی‌دان ایرانی و استاد دانشکده علوم شیمی و نفت دانشگاه شهید بهشتی است. وی در سال ۱۳۹۷ عنوان شیمیدان برجسته کشور در حوزه شیمی آلی را کسب کرد و جز پر استنادترین دانشمند ایران می‌باشد و اولین زن استاد رشته شیمی‌آلی در ایران است.

## حرفه
او متولد شهر اردبیل است. دوران کارشناسی خود را در رشتهٔ شیمی دانشگاه شهید بهشتی گذرانده‌است و مقاطع ارشد و دکتری خود را در دانشگاه‌های لندن و کینز کالج گذراند. دبیری در سال ۱۳۵۷ موفق به کسب مدرک دکترا در شیمی آلی در کالج کینگ انگلستان شد.

## افتخارات
از سال ۲۰۱۲ در زمره فهرست یک‌درصد دانشمندان برتر جهان و همچنین «پر استنادترین دانشمند ایران» در سال‌های ۲۰۰۴ تا ۲۰۰۶ بوده‌است. از او همچنین در فهرست ۲۲۸ پژوهشگر ایرانی که در جمع پژوهشگران یک درصد برتر دنیا قرار گرفتند یاد شده‌است.

## پژوهش
تعداد کل ارجاعات علمی این شیمیدان به مقالات (براساس داده‌های پایگاه مؤسسه اطلاعات علمی (ISI)) حدود ۴۵۰۰ و 87 I 10-Index و H-Index 40 است.
- چاپ ۱۴۰ مقاله بین‌المللی
- ۷۸ مقاله ارایه شده در همایش‌های معتبر
- هشت عنوان کتاب تألیفی
- ترجمه سه جلد کتاب

### آثار
تالیف
- زبان تخصصی شیمی (شیمی آلی بیوشیمی شیمی دارویی)
- آلودگی محیط زیست (هوا-آب-خاک-صوت)
- رادیکالهای آزاد در تهیه مواد آلی)

ترجمه
- فرهنگنامه زیست‌محیطی (سری نامها و اختصارها)